# 알카에다 아라비아반도 지부
샤리아 지지자단(아랍어: جماعة أنصار الشريعة 자마앗 안사르 아시샤리아[*])은 예멘과 사우디아라비아에서 활동하는 전투적 이슬람주의 조직이다. 알카에다 아라비아 반도 지부(아랍어: تنظيم القاعدة في جزيرة العرب 탄짐 알카이다 피 자지라트 알아랍[*], 영어: Al-Qaeda in the Arabian Peninsula; AQAP)라고도 하며, 알카에다의 여러 지부 중 가장 활발하게 활동하고 있다.
.
현재 예멘 내전으로 인해 혼란상이 벌어진 틈을 타, 남예멘 지역에서 빠르게 확장하고 있다.

## 핵물질 밀수
2011년 6월 몰도바에서 핵무기에 쓰이는 우라늄-235 1 kg을 2,500만 달러에 판매하려던 몰도바, 러시아 국적의 테러범들이 미국 FBI와 몰도바 경찰에 체포되었다. 알카에다 근거지인 아프리카 국가에 판매하려고 했다. 아라비아반도 알카에다, 알카에다 알제리 지부, 알카에다 이슬람 마그레브 지부, 시리아의 이슬람 국가(IS)는 핵물질 확보를 시도하고 있다.